# Ицалкаранџи
Ицалкаранџи је град у Индији у држави Махараштра. Према незваничним резултатима пописа 2011. у граду је живело 287.570 становника.

## Становништво
Према незваничним резултатима пописа, у граду је 2011. живело 287.570 становника.
| 1991.   | 2001.   | 2011.   |
| ------- | ------- | ------- |
| 214.950 | 257.610 | 287.570 |